# 湯瑪斯·佩崔切克

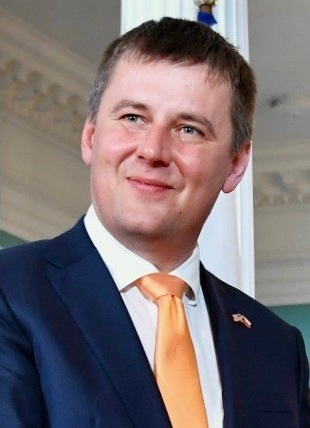
湯瑪斯·佩崔切克

湯瑪斯·佩崔切克（捷克語：Tomáš Petříček，1981年9月27日—），男，捷克政治人物，前任捷克外交部長。

## 生平
佩特日切克畢業於布拉格查理大學。2018年10月開始擔任捷克外交部長。2019年，擔任捷克社會民主黨副黨魁。反對土耳其入侵北敘利亞。